# Prolymnia
Prolymnia là một chi bướm đêm thuộc họ Noctuidae.